# دوغلاس ايه-20 هافوك
دوغلاس ايه-20 هافوك (بالإنجليزية: Douglas A-20 Havoc)‏ هي طائرة مقاتلة بمحركين أنتجت في 1939 بالولايات المتحدة. من صناعة شركة دوغلاس للطائرات. كان أول طيران لها في 23 يناير 1939. دخلت الخدمة في 10 يناير 1941، انتهت خدمتها في 1949. صنع منها 7,478 طائرة.